# Johann Adolph Kielmann von Kielmannsegg
Johann Adolph Kielmann von Kielmannsegg, född 14 oktober 1612, död 8 juli 1676, var en holstein-gottorpsk statsman.
Kielmannsegg trädde efter juridiska studier i Tyskland och Nederländerna i gottorpsk tjänst, användes av många beskickningar till utländska furstar och blev 1644 kansler. Ända till sin död utövade Kielmannsegg därefter ett stort inflytande. Han var en av de ivrigaste förespråkarna för en nära anslutning till Sverige och var 1658 Gottorps representant vid de förhandlingar som ledde till erkännande av hertigens suveränitet. Efter brytningen med Danmark 1675 fängslades även Kielmannsegg 1676 och dog i fängelset.